# Ibn al-Dschauzī
Abū l-Faradsch ʿAbd ar-Rahmān ibn ʿAlī Ibn al-Dschauzī (arabisch ابو الفرج عبد الرحمان بن علي ابن الجوزي, DMG Abū l-Faraǧ ʿAbd ar-Raḥmān ibn  ʿAlī Ibn al-Ǧauzī; * 1114–1116 in Bagdad; † 16. Juni 1201 ebenda) war ein äußerst produktiver hanbalitischer Universalgelehrter und Prediger. Er hat mehrere hundert arabische Werke zu so unterschiedlichen Themen wie Koran, Hadith, Fiqh, Predigt, Medizin, Literatur und Sprache, Geographie, Geschichte und Erzählgut verfasst, von denen allerdings nicht alle erhalten sind.

## Leben
Ibn al-Dschauzī stammte aus einer wohlhabenden Familie von Kupferschmieden, die sich als Nachkommen von Abū Bakr betrachteten. Sein Vater starb, als er drei Jahre alt war. Ein Onkel mütterlicherseits, der hanbalitische Gelehrte Abū l-Fadl Muhammad ibn Nāsir (gest. 1155), nahm sich seiner an, unterrichtete ihn im Musnad von Ahmad ibn Hanbal und wies ihm verschiedene Lehrer an, die ihn in den Koranwissenschaften und der Hadithwissenschaft unterrichteten. Unter seinen zahlreichen Lehrern war auch der hochbetagte und vielseitige Gelehrte Muhammad ibn ʿAbd al-Bāqī (gest. 1143), genannt Qāḍī l-Māristān. Zudem wurde er durch weitere Gelehrte beeinflusst, deren Werke er gelesen hatte, ohne sie persönlich zu treffen, wie Abū Nuʿaim und den hanbalitischen Denker Ibn ʿAqīl.
Seine eigene Laufbahn als Gelehrter begann Ibn al-Dschauzī um 1150. Er gehörte zu den hanbalitischen Gelehrten, die unter dem abbasidischen Kalifen al-Muqtafī (reg. 1136–1160) besonders stark gefördert wurden, und stand zu Ibn Hubaira, dem Wesir dieses Kalifen, in engem Kontakt. Er hielt jeden Freitag eine Predigtsitzung in Ibn Hubairas Haus ab. Nach dem Herrschaftsantritt von al-Mustandschid (reg. 1160–70) wurde ihm die Leitung von zwei Madrasas in Bagdad übertragen. Außerdem erhielt Ibn al-Dschauzī die Erlaubnis, Predigten in der Palastmoschee zu halten. In seinen Predigten, die Ibn al-Dschauzī dort hielt, verteidigte er die Sunna und kritisierte die Rechtsgelehrten wegen ihrer aus seiner Sicht zu starken Madhhab-Bindung.
Auch der nächste Kalif al-Mustadī' (reg. 1170–1180) unterstützte die Hanbaliten, was Ibn al-Dschauzī zugutekam. Als 1171/2 Saladin in Kairo die Chutba für die Abbasiden wiederherstellte, feierte das Ibn al-Dschauzī das mit einer eigenen Schrift, dem Kitāb an-Naṣr ʿalā Miṣr („Buch des Sieges über Ägypten“). In einer weiteren Schrift mit dem Titel al-Miṣbāḥ al-muḍīʾ fī daulat al-Mustaḍīʾ pries er die Herrschaft des Kalifen al-Mustadī'. Ibn al-Dschauzī erhielt unter diesem Herrscher quasi inquisitorische Macht und hatte das Recht, die Freitagspredigt in der dem Palast zugehörigen Moschee abzuhalten. Den Höhepunkt seiner Macht erlebte er im Jahre 1178/19, als er Leiter von fünf Madrasa-Hochschulen war. Die größte Wirkung erzielte er jedoch durch seine mitreißenden Reden und Predigten. Er predigte nicht nur in der Moschee, sondern auch in Konventikeln zu Hause und auf der Straße.
Al-Mustadīs Nachfolger, an-Nāsir li-Dīn Allāh (reg. 1180–1225), änderte wiederum die Religionspolitik, wodurch Ibn al-Dschauzī allmählich seine machtvolle Stellung verlor. Der andalusische Reisende Ibn Dschubair hörte ihn 1185 noch auf dem Hof des Kalifenpalastes vor dem Kalifen und seinem Harem predigen. Nachdem Ibn al-Dschauzī 1194 in der ostirakischen Stadt Wasit unter Hausarrest gestellt worden war, hatte er aber kaum noch Einfluss auf die Geschicke des Landes. Erst 1199, nach der Intervention der Kalifenmutter, konnte er nach Bagdad zurückkehren. Er starb am 12. Ramadan 597 (= 16. Juni 1201) in Bagdad und wurde am Harb-Tor begraben.

## Werke
Ibn al-Dschauzīs Tätigkeit als Schriftsteller erstreckte sich auf alle Gebiete des Wissens, mit Ausnahme der Grammatik, der Dogmatik und der Exakten Wissenschaften. Zumeist handelt es sich bei seinen Werken allerdings um Kompilationen. Als ein Einblick in sein Schaffen seien die folgenden Werke erwähnt:
- Dafʿ Shubah al-Tashbīh bi-Akaff al-Tanzīh („Entkräftung des antropomorphistischen Unheils“) ist eine theologische Polemik.  Die Polemik richtet sich in erster Linie gegen das, was Ibn al-Jawzi als wachsende anthropomorphe Überzeugungen innerhalb der Hanbali-Schule des rechtswissenschaftlichen Denkens ansah.
- Al-Muntaẓam fī taʾrīḫ al-mulūk wa-l-umam („Geordnete Auflistung der Geschichte der Herrscher und Völker“), Weltchronik in 18 Bänden.
- Zād al-masīr fī ʿilm at-tafsīr („Reiseproviant für die Wissenschaft der Koranexegese“).
- Ṣifat aṣ-ṣafwa („Die Eigenschaft der Auslese“) eine Geschichte der Sufik in Anlehnung an das Werk Ḥilyat al-Auliyāʾ von Abū Nuʿaim al-Isfahānī (gest. 1038).
- Talbīs Iblīs („Die Verführung/Fälschung des Teufels“), Abhandlung, in der er sich polemisch mit anderen theologischen und religiösen Richtungen des Islams, insbesondere mit verschiedenen Sufis kritisch auseinandersetzt.
- Kitāb Aḥkām an-nisāʾ („Buch der Weisungen für Frauen“).[12]
- Kitāb al-Mauḍūʿāt. Sammlung erfundener Hadithe. Ed. ʿAbd ar-Raḥmān Muḥammad ʿUṯmān. 3 Bde. Medina 1966 (Digitalisat).
- Liftat al-kabid fī nasīḥat al-walad, Ermahnungen an den eigenen Sohn mit autobiographischen Passagen.[13] Es existieren verschiedene moderne Druckausgaben (Digitalisat der Ausgabe Ismailiyya 1991).
- Aṭ-Ṭibb ar-Rūḥānī („Die geistliche Medizin“), übersetzt auf Deutsch unter dem Titel „Die Erziehung der Seele“, ISBN 978-3944062112.
- Al-Mudhiš („Das Erstaunliche“), enzyklopädisches Werk zur Koran-, Hadith- und Sprachwissenschaft als Grundlage für Predigten.

Ibn al-Dschauzī hat auch eine Abhandlung über al-Chidr verfasst, in der er den Glauben an dessen Fortleben bekämpfte. Diese Abhandlung ist jedoch nur durch Zitate in Werken späterer arabischer Autoren erhalten.